# Bierdsk
Bierdsk (ros. Бердск) – miasto w Rosji, w obwodzie nowosybirskim, 30 km na południe od Nowosybirska, nad rzeką Bierd´. W 2021 liczyło 103 561 mieszkańców.

## Historia
Miasto powstało w 1716 jako twierdzo o nazwie Bierdskij Ostrog.
Nazwa Bierdsk pochodzi od rzeki, nad którą miasto leży. Etymologia nazwy jest niejasna.
Główna część miasta weszła w strefę Zbiornika Nowosybirskiego.

## Sport
- Kristałł Bierdsk – klub hokeja na lodzie